# Thrybius brevispina
Thrybius brevispina là một loài tò vò trong họ Ichneumonidae.